# Witold Zacharewicz

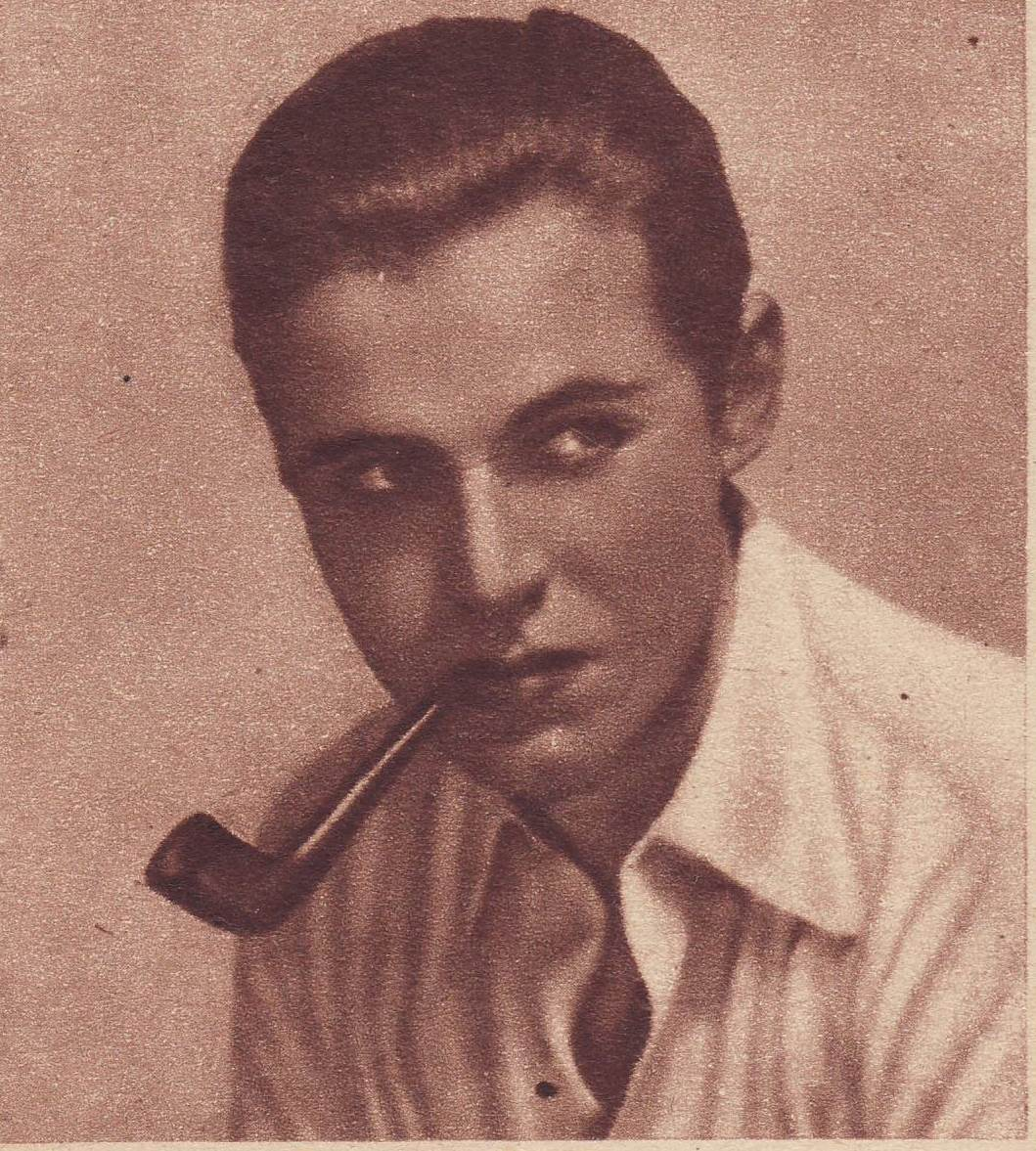
Witold Zacharewicz

Witold Zacharewicz (sinh ngày 26 tháng 8 năm 1914 - mất ngày 16 tháng 2 năm 1943) là một diễn viên người Ba Lan.

## Sự nghiệp
Sau khi Zacharewicz tốt nghiệp trung học vào năm 1932, ông theo học tại Đại học Warsaw và Học viện nghệ thuật sân khấu nhà nước.
Từ năm 1933 đến năm 1935, ông biểu diễn tại Nhà hát Stara Banda. Năm 1933, ông ra mắt điện ảnh trong bộ phim Pod twoją obronę (Dưới sự bảo vệ của bạn).
Trong thời gian Đức Quốc xã chiếm đóng Ba Lan, ông bị Gestapo bắt vào năm 1942. Ngày 19 tháng 11 cùng năm, ông bị đưa vào trại tập trung Auschwitz và bị sát hại tại đây chỉ ba tháng sau đó.